# Nils Eriksson (borgmästare)
Nils Eriksson, död 1630, var en svensk borgmästare.

## Biografi
Nils Eriksson arbetade som borgmästare i Stockholm.

### Familj
Nils Eriksson var gift med Karin Mårtensdotter. De fick tillsammans barnen Brita Nilsdotter (död 1627) som var gift med inspektorn Valentin Nilsson och Margareta Nilsdotter (död 1630) som var gift med borgmästaren Erik Ingemundsson i Stockholm, direktören Henrik Hybertsson vid Skeppsbyggeriet och diplomaten Lars Nilsson Tungel.